# Джарболова, Сауле Интымаковна
Сауле Интымаковна Джарболова (род. 23 октября 1968, Алма-Ата) — российская футболистка, полузащитница.

## Игровая карьера

### Клубная
Дружить со спортом начала в средней школе № 90, выступая за сборную школу в нескольких видах спорта. С радостью приняла предложение физрука приехать на Центральный стадион, в хоккейную команду «Связистки» — была такая команда по летнему хоккею, а по соседству была футбольная команда «Грация», за которую Сауле и стала выступать с 1989 года.
За ЦСК ВВС было проведено 15 сезонов. В чемпионате СССР 1990 года забила 4 мяча. В 1992—2003 гг. провела за ЦСК ВВС 207 матчей в чемпионатах России и забила 19 мячей. Рекордсменка команды по числу игр в чемпионатах страны (207). Первый матч чемпионата России футболистки «ЦСК ВВС» провели 2 мая 1992 года на Центральном стадионе города Чебоксары с «Волжанкой» и победили со счетом 1:0. Первый гол «ЦСК ВВС» в чемпионате России на счету Джарболовой. В Кубке России провела не менее 11 матчей и забила 1 гол. В Кубке УЕФА провела 4 матча и забила 1 гол.
В 2005 году выступала за клуб «Алма-КТЖ».
Входила в списки «33 лучшие футболистки России» по итогам сезонов: 1994, 1995 и 2001 годов.
Единственное удаление в игровой карьере Сауле случилось 9 июля 2000 года в матче чемпионата России в Воронеже с «Энергией-XXI век».

### В сборной
Сауле Джарболова провела за сборную России в 1995 году 3 матча: Румыния (счет матча 2:1. Варна. 03.04.1995), Испания (счет матча 0:0. Варна. 04.04.1995) и с мужской сборной ветеранов «Кавказских минеральных вод» (счет матча 3:4. Пятигорск, 1995. Сауле Джарболова опекала самого молодого из ветеранов, сорокалетнего Романа Сидорова, еле достававшая ему до плеча).